# Intel C++編譯器
Intel C++編譯器（英語：Intel C++ Compiler），經常被稱為icc或icl，一種C語言與C++的編譯器，可以在macOS，Linux與Windows上運行，由英特爾公司研發。

## 概論
對於IA-32與Intel x86-64架構，這個編譯器能產生最佳化的代碼，但是對於非Intel但是相容於Intel架構的處理器，如AMD處理器，這個編譯器就無法產出最佳化的代碼。

## 批評
Intel Compiler曾經被指控編譯出來的Code會檢查目標電腦的CPU Vendor ID，如果不是Genuine Intel(Intel本身CPU的Vendor ID)，就會刻意「反最佳化」程式碼，造成在非Intel CPU的電腦上運行效能低落。根據測試，這個差異可以高達47%。這不僅僅是「針對Intel最佳化」而已，而是刻意的反最佳化競爭對手的code。這同時也替Intel惹來了反托拉斯法的調查。

## 外部連結
- 官方网站
- Cilk Plus Open Source Site （页面存档备份，存于）
- TBB Open Source Site （页面存档备份，存于）
- Free download of Intel compilers for non-commercial use（页面存档备份，存于）